# Йоахим Лелевел
Йоа̀хим Ю̀зеф Бенѐдикт Лѐлевел (на полски: Joachim Józef Benedykt Lelewel) е полски историк, политик, библиограф, професор във Вилненския (1815 – 1818, 1821 – 1824) и Варшавския университет (1818 – 1821), член на Дружеството на приятелите на науките.
Депутат в Сейма на Кралство Полша. По време на Ноемврийското въстание (1830 – 1831) е член на Административния съвет, а впоследствие и на Националното правителство (1831). След потушаването на въстанието напуска завинаги Полша и се установява в Париж, където застава начело на Полския национален комитет. Впоследствие е ръководител на организацията „Млада Полша“ (1835 – 1836). Умира във френската столица и е погребан на гробището „Монмартър“. През 1929 година останките му са пренесени в Полша и препогребани на Расоското гробище във Вилно.

## Трудове
- Edda, czyli Księga religii dawnych Skandynawii mieszkańców (1807)
- Rzut oka na dawność litewskich narodów (1808)
- Wzmianka o najdawniejszych dziejopisach polskich (1809)
- Historia geografię i odkryć (1814)
- Historyka (1815)
- Panowania Stanisława Augusta (1818)
- Dzieje starożytne (1818)
- Badania starożytności we wzlędzie geografii (1818)
- Dzieje starożytne Indii (1820)
- Bibliograficznych ksiąg dwoje (1823)
- Dzieje Polski potocznym sposobem opowiedziane (1829)
- Pythéas de Marseille et la géographie de son temps (1830)
- Historyczna paralele Hiszpanii z Polską w w. XVI, XVII, XVIII (1831)
- Die Entdeckungen der Carthager und Griechen auf dem Atlantischen Ocean (1831)
- Geschichte Polens unter Stanislaus August: eine Darstellung der dreissigjährigen Anstrengungen der polnischen Nation, ihrem Vaterland aufzuhelfen (1831)
- Analyse et parallèle des trois constitutions polonaises, de 1791, 1807, 1815 (1833)
- Numismatique du moyen-âge: considérée sous le rapport du type (1835)
- Monnaie des fous (1837)
- Pytheas und die Geographie seiner Zeit (1838)
- Études numismatiques et archéologiques (1841)
- Dzieje Polski które stryj synowcom swoim opowiedział (1843)
- Dzieje Litwy i Rusi az do unji z Polska w Lublinie 1569 zawartej (1844)
- Histoire de Pologne (1844)
- Geschichte Polens Vollständige deutsche Ausgabe. Mit einer historische Einleitung und Uegersicht der jüngsten Ereignisse in Polen (1846)
- Géographie du moyen âge (1849)
- Wybór pism historycznych (1849)
- Cześć bałwochwalcza Sławian i Polski (1855)
- Épilogue de la géographie du moyen âge (1857)
- O monecie polskiéj (1862)
- Wybor pism politycznych (1954)